# Aldeamayor de San Martín
Aldeamayor de San Martín település Spanyolországban, Valladolid tartományban. Aldeamayor de San Martín Boecillo, Tudela de Duero, Cistérniga, La Parrilla, Portillo, Valladolid és La Pedraja de Portillo községekkel határos. Lakosainak száma 6163 fő (2024).

## Népesség
A település lakosságának változását az alábbi diagram mutatja:
| Lakosok száma | 1506 | 1828 | 2461 | 3311 | 4560 | 4891 | 5292 | 5524 | 5896 | 6163 |
|               | 2001 | 2004 | 2007 | 2009 | 2012 | 2014 | 2017 | 2019 | 2022 | 2024 |